# 格氏司考花鱂
格氏司考花鱂，為輻鰭魚綱鯉齒目鯉齒亞目花鳉科的其中一種，分布於中美洲瓜地馬拉Chixoy河及Salinas河流域，體長可達3.5公分，棲息在流動的溪流，屬肉食性，生活習性不明。